# Goniec Łódzki
Goniec Łódzki – gazeta codzienna wydawana w Łodzi w latach 1898–1906.
Pierwszy numer „Gońca Łódzkiego" ukazał się 3 stycznia 1898, jako wydawca i redaktor figurował Henryk Łubieński. Gazetę drukowano w tłoczni Stanisława Dębskiego przy ul. Mikołajewskiej 25, gdzie mieściła się także redakcja i administracja. 
Pismo miało duży format gazetowy o objętości 4 stron i posiadało następujące działy i rubryki: „Z bliska i z daleka”, „Kronika łódzka”, „Z sąsiedztwa”, „Z nad Newy”, „Teatr i sztuka”, „Dziś i jutro”, „Goniec handlowy”, „Z sądu”, „Kronika sportowa”, „Z pism i książek” itp. Na pierwszej stronie zwykle drukowano większy artykuł lub felieton o treści aktualnej oraz odcinek utworu powieściowego, przy końcu trzeciej strony podawano zwięzłe informacje pod stałym tytułem „Telegramy”, ostatnią zaś stronę zajmowały ogłoszenia.